# 彭店乡 (大悟县)
彭店乡，是中华人民共和国湖北省孝感市大悟县下辖的一个乡镇级行政单位。

## 行政区划
彭店乡下辖以下地区：
彭店村、罗田村、陡坡村、北河村、枣岭村、青山村、永安村、团山村、桥店村、耿河村、杨畈村、长兴村、店河村、红寨村、乳山村、余河村、肖河村、石山村、新庙村、通山村、太山村和黎河村。